# فرنسيس جاي هيغينسون
فرنسيس جاي هيغينسون (بالإنجليزية: Francis J. Higginson)‏ هو ضابط أمريكي، ولد في 19 يوليو 1843 في بوسطن في الولايات المتحدة، وتوفي في 12 سبتمبر 1931 في كينغستون في الولايات المتحدة.